# Seznam uměleckých realizací ve veřejném prostoru v Břevnově
Seznam uměleckých realizací v Břevnově v Praze 6 a 5 obsahuje tvorbu výtvarných umělců umístěnou ve veřejném prostoru v katastrálním území Břevnov. Seznam je řazen podle ulic a nemusí být úplný.

## Seznam uměleckých realizací
| Název                                             | Fotografie                                                                           | Lokace                                                     | Autor                                                         | Rok       | Popis                         | Poznámka                                                                                          |
| ------------------------------------------------- | ------------------------------------------------------------------------------------ | ---------------------------------------------------------- | ------------------------------------------------------------- | --------- | ----------------------------- | ------------------------------------------------------------------------------------------------- |
| Žena na slunci                                    | Kategorie „Žena na slunci (Čestmír Mudruňka)“ na Wikimedia Commons                   | Anastázova 50°5′9,85″ s. š., 14°21′46,68″ v. d.            | Čestmír Mudruňka (*1935)                                      | 1985      | socha, mramor                 | volný prostor                                                                                     |
| Zamyšlená                                         | Kategorie „Zamyšlená (Rudolf Svoboda)“ na Wikimedia Commons                          | Ankarská 50°5′18,93″ s. š., 14°21′4,2″ v. d.               | Rudolf Svoboda (1924–1994)                                    |           | socha, pískovec               | park zastávka MHD Koleje Větrník                                                                  |
| Květníky pro hotel sportovního areálu Strahov (4) |                                                                                      | Atletická 1113/4 50°4′44,18″ s. š., 14°23′6,46″ v. d.      | neuveden                                                      | 1970-1989 | žardiniéra, keramika          | Strahov, před vstupem do hotelu                                                                   |
| Fontána pro Dům rekreace (†)                      | Kategorie „Fontána pro Dům rekreace (Cajthaml Miloslav a Neda)“ na Wikimedia Commons | Bělohorská 125/24 50°5′7,99″ s. š., 14°22′50,3″ v. d.      | Miloslav Cajthaml (1927–2011) Neda Cajthamlová (1932–2014)    | 1985-1989 | fontána, žula                 | Hotel Pyramida, dochován původní tvar a kamenné bloky, vysypáno zeminou a osázeno                 |
| Domovní znamení (2)                               | Kategorie „Domovní znamení (Bělohorská 54–58)“ na Wikimedia Commons                  | Bělohorská 50°5′3,62″ s. š., 14°22′25,7″ v. d.             | neuveden                                                      | 1950-1969 | domovní znamení; štuk, omítka | č.p. 1665/54, 1667/58                                                                             |
| Keramický reliéf s duhou (†)                      |                                                                                      | Břevnovská 1692/6 50°5′3,78″ s. š., 14°21′51,29″ v. d.     | neuveden                                                      |           | reliéf, glazovaná keramika    | Česká pošta interiér                                                                              |
| Dekorativní zeď (4)                               | Kategorie „Reliéf v Diskařské (Břevnov)“ na Wikimedia Commons                        | Diskařská 50°4′49,82″ s. š., 14°22′56,22″ v. d.            | Rostislav Novák, Stanislav Judl                               | 1977      | reliéf; pohledový beton       | Strahov, zeď Stadionu Přátelství                                                                  |
| Radost z pohybu                                   |                                                                                      | Diskařská 2120/3 50°4′49,39″ s. š., 14°22′57,71″ v. d.     | Jiřina Adamcová (1927–2019)                                   | 1978      | mozaika, sklo 300×480 cm      | Stadion Evžena Rošického, Strahov                                                                 |
| Žena s pochodní                                   | Kategorie „Žena s pochodní (Břetislav Benda)“ na Wikimedia Commons                   | Diskařská 50°4′53,56″ s. š., 14°22′55,69″ v. d.            | Břetislav Benda (1897–1983) Milan Benda (*1941)               | 1978      | socha, bronz                  | Strahov, mezi stadiony                                                                            |
| Pomník profesora Otto Wichterle                   | Kategorie „Monument to Otto Wichterle“ na Wikimedia Commons                          | Heyrovského náměstí 50°5′10,41″ s. š., 14°20′19,91″ v. d.  | Michal Gabriel (*1960)                                        | 2006      | bronz                         | odhaleno 31. října; před Ústavem makromolekulární chemie AV ČR                                    |
| Betonová fontána na sídlišti (†)                  | Kategorie „Fontána v ulici Kusá (Břevnov)“ na Wikimedia Commons                      | Kusá 2040 50°5′14,85″ s. š., 14°21′49,85″ v. d.            |                                                               | 1975–1988 | fontána                       | volný prostor, osázeno                                                                            |
| Letící                                            | Kategorie „Letící (Rudolf Svoboda)“ na Wikimedia Commons                             | Nad alejí 1952/5 50°5′8,31″ s. š., 14°20′36,56″ v. d.      | Rudolf Svoboda (1924–1994)                                    | 1967–1969 | socha; měď, ocel              | základní škola                                                                                    |
| Motýl                                             |                                                                                      | Nad Kajetánkou 134/9 50°5′10,84″ s. š., 14°22′31,44″ v. d. | Ellen Jilemnická (*1946)                                      | 1987      | socha, pískovec               | základní škola před budovou                                                                       |
| Děti s loďkou                                     | Kategorie „Dívka s chlapcem (Věra Beránková-Ducháčková)“ na Wikimedia Commons        | Pod Marjánkou 1906/12 50°5′4,68″ s. š., 14°22′1,91″ v. d.  | Věra Beránková-Ducháčková (1909-1994)                         | 1962      | socha, laminát                | Poliklinika Pod Marjánkou                                                                         |
| Děti s míčem                                      | Kategorie „Hrající si děti (Věra Beránková-Ducháčková)“ na Wikimedia Commons         | Pod Marjánkou 1906/12 50°5′4,67″ s. š., 14°21′59,99″ v. d. | Věra Beránková-Ducháčková (1909-1994)                         | 1962      | socha, laminát                | Poliklinika Pod Marjánkou                                                                         |
| Krystalizující zdraví                             |                                                                                      | Pod Marjánkou 1906/12 50°5′4,99″ s. š., 14°21′59,04″ v. d. | Anna Podzemná Suchardová (1909–1996) Lubor Těhník (1926–1987) | 1963      | mozaika, keramika             | Poliklinika Pod Marjánkou vstup                                                                   |
| Matka                                             | Kategorie „Matka (Pod Marjánkou)“ na Wikimedia Commons                               | Pod Marjánkou 1906/12 50°5′4,02″ s. š., 14°21′58,89″ v. d. | Jaroslav Brůha (1889–1969)                                    |           | socha, pískovec               | Poliklinika Pod Marjánkou park                                                                    |
| Žena s chlapcem                                   | Kategorie „Matka se synem (Jan Jiřikovský)“ na Wikimedia Commons                     | Pod Marjánkou 1906/12 50°5′5,63″ s. š., 14°21′58,79″ v. d. | Jan Jiřikovský (1906–1990)                                    |           | socha, pískovec               | Poliklinika Pod Marjánkou vstup                                                                   |
| Slunce                                            | Kategorie „Slunce (Eva Kmentová)“ na Wikimedia Commons                               | Radimova 35/12 50°5′14,21″ s. š., 14°22′15,9″ v. d.        | Eva Kmentová (1928–1980)                                      | 1973      | socha, beton                  | 250×500 cm, koleje UK Kajetánka                                                                   |
| Pylon "Markéta"                                   | Kategorie „Pylon (Vojtěch Pařík)“ na Wikimedia Commons                               | Radimova 2322/40 50°5′15,46″ s. š., 14°21′55,92″ v. d.     | Vojtěch Pařík (*1945)                                         | 1977      | socha, laminát                | volný prostor                                                                                     |
| Slunce (†)                                        |                                                                                      | Sartoriova 2457/1 50°5′12,47″ s. š., 14°21′53,27″ v. d.    | Vlastimil Květenský (1930–1985)                               | 1976      | mozaika, keramika             | mateřská škola fasáda                                                                             |
| Matka s dítětem                                   | Kategorie „Matka s dítětem (Ivan Záleský)“ na Wikimedia Commons                      | Sartoriova 50°5′8,29″ s. š., 14°21′42,28″ v. d.            | Ivan Záleský (*1948)                                          | 1985      | socha, kámen                  | park                                                                                              |
| Spojení s kosmem                                  | Kategorie „Spojení s kosmem (Olbram Zoubek)“ na Wikimedia Commons                    | Skokanská 2117/1 50°4′48,01″ s. š., 14°22′32,65″ v. d.     | Olbram Zoubek (1926–2017)                                     | 1990      | socha                         | České radiokomunikace, do 2014 u bývalého sídla U Nákladového nádraží 3144, Strašnice             |
| Fotograf a model                                  | Kategorie „Fotograf a model (Peter Oriešek)“ na Wikimedia Commons                    | U Vojenské nemocnice 50°5′21,04″ s. š., 14°21′45,53″ v. d. | Peter Oriešek (1941–2015)                                     | 1995      | socha, bronz                  | areál Vojenské nemocnice                                                                          |
| Květy                                             |                                                                                      | U Vojenské nemocnice 50°5′17,15″ s. š., 14°21′43,1″ v. d.  | Milan Žofka (1946–2018)                                       | 1999      | sochy, glazovaná keramika     | 1996-1999, areál Vojenské nemocnice                                                               |
| Keramické sloupy                                  |                                                                                      | U Vojenské nemocnice 50°5′17,46″ s. š., 14°21′48,68″ v. d. | Milan Žofka (1946–2018)                                       | 1999      | sochy, glazovaná keramika     | 1996-1999, areál Vojenské nemocnice                                                               |
| První punkový pomník                              |                                                                                      | Vaníčkova 50°4′54,16″ s. š., 14°23′24,77″ v. d.            | David Černý (*1967)                                           | 2022      | skulptura, kov                | Koleje Strahov; poblíž místa pivního stánku U Johna de Billa z písně punkové skupiny Visací zámek |
| Poselství                                         | Kategorie „Poselství (Zdeněk Němeček)“ na Wikimedia Commons                          | Zátopkova 50°4′53,92″ s. š., 14°23′5,85″ v. d.             | Zdeněk Němeček (1931–1989)                                    | 1975      | socha; laminát                | Strahov, Velký strahovský stadion                                                                 |